# Kimball (Virginia Occidental)
Kimball es un pueblo ubicado en el condado de McDowell en el estado estadounidense de Virginia Occidental. En el Censo de 2010 tenía una población de 194 habitantes y una densidad poblacional de 296,06 personas por km².

## Geografía
Kimball se encuentra ubicado en las coordenadas 37°25′36″N 81°30′28″O / 37.42667, -81.50778. Según la Oficina del Censo de los Estados Unidos, Kimball tiene una superficie total de 0.66 km², de la cual 0.66 km² corresponden a tierra firme y (0%) 0 km² es agua.

## Demografía
Según el censo de 2010, había 194 personas residiendo en Kimball. La densidad de población era de 296,06 hab./km². De los 194 habitantes, Kimball estaba compuesto por el 37.63% blancos, el 57.22% eran afroamericanos, el 0% eran amerindios, el 0% eran asiáticos, el 0% eran isleños del Pacífico, el 0% eran de otras razas y el 5.15% pertenecían a dos o más razas. Del total de la población el 0% eran hispanos o latinos de cualquier raza.